# Cantón de Frangy
El cantón de Frangy era una división administrativa francesa que estaba situada en el departamento de Alta Saboya y la región de Ródano-Alpes.

## Composición
El cantón estaba formado por doce comunas:
- Chaumont
- Chavannaz
- Chessenaz
- Chilly
- Clarafond-Arcine
- Contamine-Sarzin
- Éloise
- Frangy
- Marlioz
- Minzier
- Musièges
- Vanzy

## Supresión del cantón de Frangy
En aplicación del Decreto nº 2014-153 de 13 de febrero de 2014, el cantón de Frangy fue suprimido el 22 de marzo de 2015 y sus 12 comunas pasaron a formar parte del nuevo cantón de Saint-Julien-en-Genevois.